# Nubiella medusifera
Nubiella medusifera is een hydroïdpoliepensoort uit de familie van de Bougainvilliidae. De wetenschappelijke naam van de soort is voor het eerst geldig gepubliceerd in 2012 door Huang, Xu, Lin & Guo.